# Estación Afogados
La Estación Afogados es una estación de metro del Metro de Recife, siendo la tercera más próxima al centro de la capital. El movimiento de la estación es relativamente alto, siendo más utilizada para quien usa la Línea Centro, también es utilizado para tomar el autobús. Es a partir de esta estación cuando las vías de ferrocarril dejan de pertenecer a la Línea Sur y pasan a atender solamente la Línea Centro.

## Ubicación
Está situada al lado de la feria del barrio de mismo nombre, uno de los principales accesos entre la Zona Sur y la Zona Norte de Recife. En la Línea Centro está entre las estaciones Joana Bezerra y Ipiranga. 

## Características
Formada por dos plataformas: una teniendo como destinos finales las estaciones Camaragibe y Jaboatão y la otra con destino a la Estación Recife. Está integrada con la Terminal Integrada de Afogados.